# 티토 고야
티토 고야(Tito Goya, 1951년 4월 4일 ~ 1985년)는 미국의 배우이다.

## 영화
- 마이애미의 두 형사 (1984년)
- 암흑가의 투캅스 (1981년)
- 자글라 (1980년)
- 고잉 인 스타일 (1979년)
- 숏 아이스 (1977년)
- 엔디 워홀스 배드 (1977년)
- 마라톤 맨 (1976년)